# Talkin' Dirty After Dark
Talkin' Dirty After Dark è un film del 1991 diretto da Topper Carew.
Oltre a Martin Lawrence, il film è interpretato anche da John Witherspoon, Tommy Lister e Mark Curry.

## Trama
Terry è nei guai, ha un'auto che va solo in retromarcia e vari guai finanziari, non può nemmeno pagare la bolletta telefonica di 67 dollari. Una bizzarra notte, comica, romantica, piena d'azione e colpi di scena dove alla fine Terry riuscirà ad avere i soldi per pagare la sua bolletta.

## Produzione
Il film è stato girato a Los Angeles, in California.

## Distribuzione
Il film uscì nel febbraio 1991 incassando un milione di dollari al botteghino.